# Anadan asz-Szajch
Anadan asz-Szajch (arab. عندان الشيخ) – wieś w Syrii, w muhafazie Aleppo, w dystrykcie Dżabal Siman. W 2004 roku liczyła 705 mieszkańców.